# Snjatyn
Snjatyn (ukrainska: Снятин uttal (fil); ryska: Снятын; polska: Śniatyn) är en stad i Ivano-Frankivsk oblast i västra Ukraina. Snjatyn, som för första gången nämns i ett dokument från år 1158, hade 13 867 invånare år 2015.